# Idalmis Bonne
Idalmis Bonne (Idalmis Bonne Rousseaux; * 2. Februar 1971 in Niceto Pérez) ist eine ehemalige kubanische Sprinterin.
1991 wurde sie bei den Panamerikanischen Spielen in Havanna Achte über 100 Meter sowie Vierte über 200 Meter und gewann Silber in der 4-mal-100-Meter-Staffel.
1992 holte sie bei den Iberoamerikanischen Meisterschaften Silber über 200 Meter. Bei den Olympischen Spielen in Barcelona gehörte sie zum kubanischen Quartett, das im Finale der 4-mal-100-Meter-Staffel nicht das Ziel erreichte.
Beim Weltcup 1994 in London wurde sie Dritte in der 4-mal-400-Meter-Staffel. 1995 siegte sie bei den Panamerikanischen Spielen in Mar del Plata mit der kubanischen 4-mal-400-Meter-Stafette. Bei den Weltmeisterschaften in Göteborg schied sie über 400 Meter im Vorlauf aus und kam mit der 4-mal-400-Meter-Stafette auf den sechsten Platz.
1996 holte sie bei den Iberoamerikanischen Meisterschaften Silber über 200 Meter und belegte bei den Olympischen Spielen in Atlanta mit der 4-mal-400-Meter-Stafette den sechsten Rang.
1997 gewann sie bei der Universiade Bronze über 400 Meter. Mit der kubanischen 4-mal-400-Meter-Stafette verteidigte sie 1999 den Titel bei den Panamerikanischen Spielen in Winnipeg und wurde Siebte bei den Weltmeisterschaften in Sevilla. Bei den Olympischen Spielen 2000 in Sydney kam sie in der 4-mal-400-Meter-Staffel auf den achten Platz.

## Persönliche Bestzeiten
- 100 m: 11,27 s, 12. Juli 1991, Havanna
- 200 m: 23,01 s, 17. Mai 1997, Havanna
- 400 m: 50,95 s, 16. Juli 1995, Guatemala-Stadt